# Pillenfarne
Die Pillenfarne (Pilularia) sind eine Pflanzengattung innerhalb der Familie der Kleefarngewächse (Marsileaceae).

## Beschreibung, Ökologie und Standorte

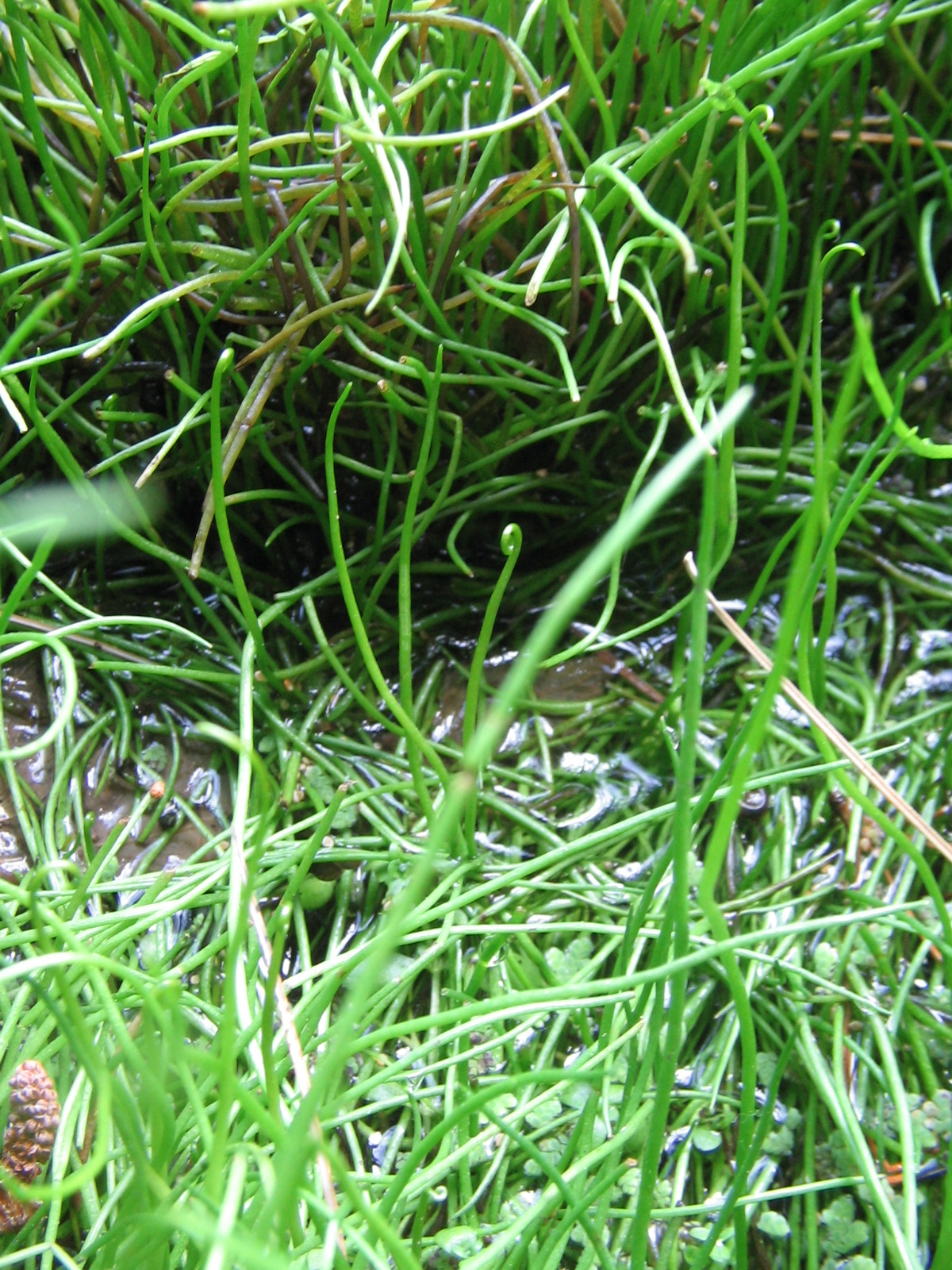
Gewöhnlicher Pillenfarn (Pilularia globulifera)

Pillenfarn-Arten gedeihen aquatisch in flachem Wasser, manchmal auch auf offenen schlammigen Böden, mindestens aber an zeitweise überschwemmten Standorten. Pillenfarn-Arten wachsen als ausdauernde krautige Pflanzen. Wie alle Kleefarngewächse bilden sie ein langes, auf dem Boden kriechendes Rhizom, welches sich dichotom verzweigt. An den Knoten dieser Hauptachse entspringen Wurzeln.
Die vom Rhizom nach oben abstehenden Blattwedel besitzen keine Blattspreite, sondern sind mehr oder weniger faden- oder binsenförmig. Hierdurch haben die Pflanzen einen grasähnlichen Habitus, können aber von Gräsern durch die zusammengerollten jungen Blattwedel unterschieden werden. Die Blätter sind binsenartig fadenförmig.
Die dunkel-braunen Sporokarpien sitzen seitlich neben dem oberen Ende kurzer, unterirdischer und unverzweigter Seitenzweige, die am Grunde der Blätter entspringen. Typisch für die Gattung Pillenfarne ist auch, dass die Sporokarpien nur zwei bis vier Sori enthalten, die wiederum Mikrosporangien und Makrosporangien enthalten. Bei Fruchtreife öffnet sich das Sporokarp mit zwei bis vier Klappen, je nach Anzahl der Sori, und entlässt seinen Inhalt eingebettet in einem gallertartigen Tropfen, in dem auch die Gametophyten wachsen und die Befruchtung stattfindet.

## Systematik und Verbreitung
Die Gattung Pilularia wurde durch Carl von Linné 1753 in Species Plantarum, Tomus II, Seite 1100 und 1754 in Genera Plantarum, 5. Auflage, Seite 486 aufgestellt. Der Gattungsname Pilularia leitet sich vom Lateinischen Wort pilula = „kleiner Ball“ ab und bezieht sich auf das sphärische Sporokarp, das an Pillen erinnert. Typusart ist Pilularia globulifera L.
Ein Synonym für Pilularia globulifera L. ist Calamistrum (L.) Kuntze nom. superfl. Die Gattung Pilularia wurde manchmal auch in eine eigene Familie Pilulariaceae gestellt.
Die Gattung Pilularia enthält in einem stark disjunktem Areal seit 2023 etwa sieben Arten:
- Amerikanischer Pillenfarn, Bolivianischer Pillenfarn (Pilularia americana A.Braun, Syn.: Pilularia caroliniana A.Braun, Pilularia mandonii A.Braun, Pilularia valdiviana Phil. ex Baker): Er ist nahe mit dem europäischen Gewöhnlichen Pillenfarn verwandt. Das Verbreitungsgebiet besteht aus wiederum drei disjunkten Arealen in den westlichen, zentralen sowie östlichen USA;[2] im mexikanischen Bundesstaat Baja California Norte und in Südamerika.[1]
- Pilularia bokkeveldensis N.R.Crouch: Sie wurde 2012 aus der südafrikanischen Provinz Nordkap erstbeschrieben.[1]
- Pilularia dracomontana N.R.Crouch & Wesley-Sm.: Sie wurde 2012 aus der südafrikanischen Provinz KwaZulu-Natal erstbeschrieben und wurde bisher nur in den südöstlichen Drakensbergen bei Cobham gefunden.[1]
- Pilularia ethiopica Eb.Fisch., Killmann, Mark.Ackermann & Yeshitela: Sie wurde 2023 aus Äthiopien erstbeschrieben.[1]
- Gewöhnlicher Pillenfarn (Pilularia globulifera L., Syn.: Pilularia natans Mérat):[1] Er kommt vom atlantischen West- und Mitteleuropa bis Südosteuropa sowie zum europäischen Teil Russlands vor.
- Kleiner Pillenfarn, Zwerg-Pillenfarn (Pilularia minuta Durieu ex A.Braun): Er kommt im Mittelmeerraum von Marokko und Portugal bis auf ägäische Inseln und nach Anatolien vor.[1] Er unterscheidet sich vom Gewöhnlichen Pillenfarn durch die Blätter, die höchstens 4 Zentimeter lang sind, die Sporokarpien mit nur zwei Kammern und einem Durchmesser < 1 mm.
- Australischer Pillenfarn, Neuseeländischer Pillenfarn (Pilularia novae-hollandiae A.Braun, Syn.: Pilularia novae-zealandiae Kirk): Er kommt in Australien und Neuseeland vor.[1]